# Cortina d'Ampezzo
Cortina d'Ampezzo (tiếng Đức: Petsch-Hayden) là một đô thị ở ở tỉnh Belluno, Veneto, phía bắc Italia. Thị xã này nằm ở Dolomites. Đây là một địa điểm giải trí mùa Đông với các khu vực trượt tuyết. Thị xã này đã đăng cai Thế vận hội mùa Đông năm 1956.

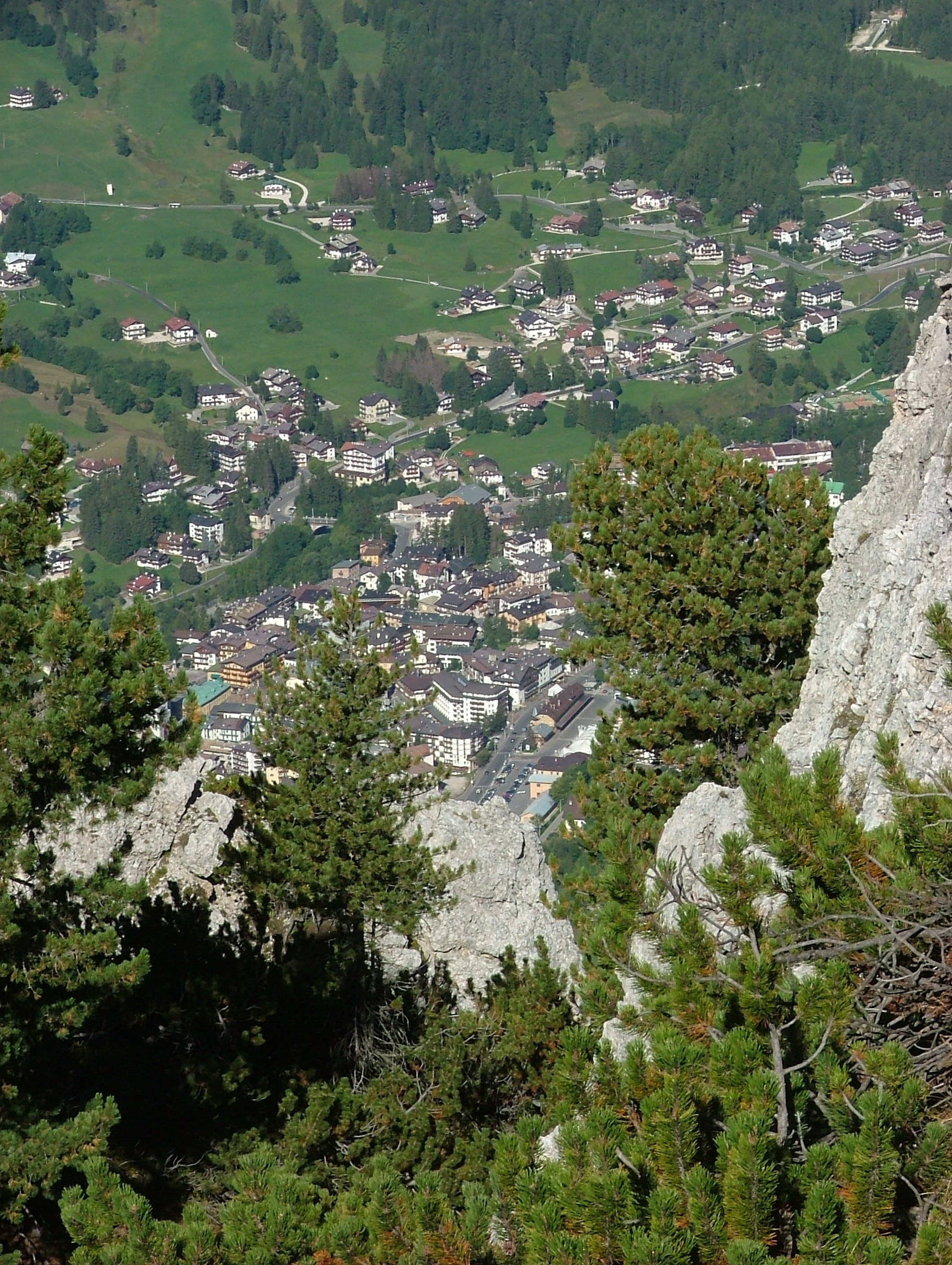
Cortina nhìn từ Monte Faloria.

## Địa lý
Cortina nằm ở trung tâm Valle d'Ampezzo ở Dolomites, giữa Cadore (về phía nam) và Val Pusteria (về phía bắc), Val d' Ansiei (về phía đông) và Agordo (về phía tây). Các núi nổi tiếng có Tofane về phía tây, Pomagagnon về phía bắc, Cristallo về phía đông bắc, Faloria và Sorapiss về phía đông, Becco di Mezzodì, Croda da Lago và Cinque Torri về phía. Thị xã nằm ở độ cao 1224 m. San Vito di Cadore có khoảng cách 9 km về phía nam Cortina d'Ampezzo.
Cortina ít nhiều nằm ở trung tâm của thung lũng Ampezzo, trên đỉnh Valle del Boite trong Dolomites, bao quanh thị trấn. Sông Boite chảy trực tiếp qua thị trấn Cortina. Những ngọn núi trong khu vực cao vút và hiểm trở..
Trong số các ngọn núi xung quanh có Tofane ở phía tây, Pomagagnon ở phía bắc, Cristallo về phía đông bắc, Faloria và Sorapiss về phía đông, và Becco di Mezzodì, Croda da Lago và Cinque Torri về phía nam. Monte Antelao (Nantelou ở Ladin) ở độ cao 3264 m là ngọn núi cao nhất trong Ampezzo Dolomites và cao thứ hai trong Dolomites. Khi thời tiết đẹp, Monte Antelao có thể nhìn thấy rõ ràng từ rive ở Trieste trên Biển Adriatic. Trung tâm thị trấn nằm ở độ cao 1.224 mét (4.016 ft), đỉnh cao gần nhất là Tofana di Mezzo, tháp ở 3.244 mét (10.643 ft). Có rất nhiều sông, suối và hồ nhỏ chảy xiết trong lãnh thổ, chẳng hạn như Ghedina, Pianozes và d'Ajal, đặc biệt lấp đầy nước trong mùa tuyết tan mùa hè. Hệ động vật bao gồm macmot, hoẵng châu Âu, sơn dương Chamois và thỏ đồng và đôi khi, sói xám, gấu và linh miêu. Phần lớn diện tích của Cortina là một phần của "Công viên tự nhiên của Ampezzo Dolomites".

### Khí hậu
Cortina d'Ampezzo có khí hậu lục địa ẩm (Dfb) với mùa hè ngắn và mùa đông dài giữa băng giá, tuyết, bất ổn và ôn đới. Vào cuối tháng 12 và đầu tháng 1, một số nhiệt độ thấp nhất được ghi nhận của Ý sẽ được tìm thấy trong khu vực, đặc biệt là ở đỉnh đèo Cimabanche trên biên giới giữa các tỉnh Belluno và Bolzano. Các mùa khác thường có mưa, từ mát đến ấm và có gi.
| Dữ liệu khí hậu của Cortina d'Ampezzo   | Dữ liệu khí hậu của Cortina d'Ampezzo | Dữ liệu khí hậu của Cortina d'Ampezzo | Dữ liệu khí hậu của Cortina d'Ampezzo | Dữ liệu khí hậu của Cortina d'Ampezzo | Dữ liệu khí hậu của Cortina d'Ampezzo | Dữ liệu khí hậu của Cortina d'Ampezzo | Dữ liệu khí hậu của Cortina d'Ampezzo | Dữ liệu khí hậu của Cortina d'Ampezzo | Dữ liệu khí hậu của Cortina d'Ampezzo | Dữ liệu khí hậu của Cortina d'Ampezzo | Dữ liệu khí hậu của Cortina d'Ampezzo | Dữ liệu khí hậu của Cortina d'Ampezzo | Dữ liệu khí hậu của Cortina d'Ampezzo |
| Tháng                                   | 1                                     | 2                                     | 3                                     | 4                                     | 5                                     | 6                                     | 7                                     | 8                                     | 9                                     | 10                                    | 11                                    | 12                                    | Năm                                   |
| --------------------------------------- | ------------------------------------- | ------------------------------------- | ------------------------------------- | ------------------------------------- | ------------------------------------- | ------------------------------------- | ------------------------------------- | ------------------------------------- | ------------------------------------- | ------------------------------------- | ------------------------------------- | ------------------------------------- | ------------------------------------- |
| Trung bình ngày tối đa °C (°F)          | −0.3 (31.5)                           | 2.0 (35.6)                            | 6.3 (43.3)                            | 11.1 (52.0)                           | 15.3 (59.5)                           | 19.5 (67.1)                           | 21.8 (71.2)                           | 20.1 (68.2)                           | 17.9 (64.2)                           | 11.9 (53.4)                           | 5.3 (41.5)                            | 1.4 (34.5)                            | 11.0 (51.8)                           |
| Trung bình ngày °C (°F)                 | −5.0 (23.0)                           | −3.1 (26.4)                           | 1.1 (34.0)                            | 5.5 (41.9)                            | 9.7 (49.5)                            | 13.4 (56.1)                           | 15.4 (59.7)                           | 14.3 (57.7)                           | 12.0 (53.6)                           | 6.9 (44.4)                            | 1.2 (34.2)                            | −2.7 (27.1)                           | 5.7 (42.3)                            |
| Tối thiểu trung bình ngày °C (°F)       | −9.6 (14.7)                           | −8.2 (17.2)                           | −4.1 (24.6)                           | 0.0 (32.0)                            | 4.1 (39.4)                            | 7.3 (45.1)                            | 9.0 (48.2)                            | 8.6 (47.5)                            | 6.2 (43.2)                            | 1.9 (35.4)                            | −2.8 (27.0)                           | −6.8 (19.8)                           | 0.5 (32.8)                            |
| Lượng Giáng thủy trung bình mm (inches) | 32 (1.3)                              | 35 (1.4)                              | 32 (1.3)                              | 52 (2.0)                              | 82 (3.2)                              | 104 (4.1)                             | 121 (4.8)                             | 113 (4.4)                             | 80 (3.1)                              | 67 (2.6)                              | 65 (2.6)                              | 33 (1.3)                              | 816 (32.1)                            |
| Nguồn:                                  |                                       |                                       |                                       |                                       |                                       |                                       |                                       |                                       |                                       |                                       |                                       |                                       |                                       |

## Cácfrazioni
Acquabona (Agabòna), Alverà, Bigontina (Begontina), Cadelverzo (Cadelvèrzo), Cademai, Cadin (Ciadìn), Campo (Ciànpo), Chiamulera (Ciamulèra), Chiave (Ciàe), Cianderìes, Coiana (Cojana), Col, Cortina, Crìgnes, Doneà, Fiames (Fiàmes), Fraìna, Gilardon (Jilardòn), Gnòche o Gràa, Guargné, Lacedel (Lazedèl), Manaigo, Majon, Melères, Mortisa (Mortìja), Pecol (Pecòl), Pezié, Pian da Lago, Pocol (Pocòl), Rònco, Salieto, Socol, Staulin (Staulìn), Val, Verocai, Vera (Vèra), Zuel (Zuèl).

## Thành phố kết nghĩa
- Cattolica, Italia, từ 16 tháng 3 năm 1971
- Skardu, Pakistan